# Rodolphe Ier de Neuchâtel
Rodolphe Ier de Neuchâtel, dit aussi Rodolphe Ier de Fenis, né vers 1070 et mort vers 1148, est un noble de la maison de Neuchâtel.

## Biographie
Il serait le fils de Mangold Ier de Neuchâtel nommé aussi Mangold Ier de Fenis. Co-seigneur de Neuchâtel avec son frère Mangold II de Fenis (vers 1065 - ?) chevalier. Seigneur d'Arconciel de 1143 à 1148 grâce à son mariage avec Emma de Glâne.
Avec son frère Mangold II, il entreprend la construction de l'abbaye de Fontaine-André, qu'il continuera à doter jusqu'à son décès en 1148, date à laquelle il fait une dernière donation à l'abbaye d'Hauterive : « Rodolphus dominus dArcuncie (Rodolphe seigneur d'Arconciel) » fait une donation de ce qu'il possède « in Alpibus (dans les Alpes) » à l'abbaye de Hauterive avec le consentement de « uxore sua Emma et filio Uldrico (sa femme Emma et son fils Ulrich) ».
Il confirme son allégeance à l'empereur Henri IV en même temps que Guillaume Ier de Bourgogne, Radbot de Habsbourg, Ulrich de Lenzburg et Vernier de Baden.

## Mariage et succession
Il épouse Emma, (? - après 1170), fille de Pierre de Glâne (vers 1080 - Abbaye de Payerne 9 février ou 1er mars 1127), sœur de Guillaume de Glâne, (? - 1143) fondateur de l'abbaye d'Hauterive. Il a : Ulrich II de Neuchâtel.

## Sources
- « Hauterive (abbaye) » dans le Dictionnaire historique de la Suisse en ligne.
- Médiéval Généalogie Seigneurs de Glâne.
- Médiéval Généalogie Rodolphe de Neuchâtel.
- Jonas Boyve, Annales historiques du Comté de Neuchâtel et Valangin depuis Jules-César jusqu'en 1722, E. Mathey, 1854 (lire en ligne), p. 120 à 130.
- François Jeunet, Essai historique sur l'Abbaye de Fontaine-André, canton de Neuchâtel (Suisse), E.Courvoisier, 1865 (lire en ligne), p. 120 à 130.
- Jean-Joseph Hisely, Histoire du comté de Gruyère, volume 10, G. Bridel, 1855 (lire en ligne), p. 17 à 19.
- Paul Vuille, Notes sur les premiers seigneurs de Neuchâtel, Musée neuchâtelois, 1979 (lire en ligne), p. 109 à 122.